# جاكي شامبرز
جاكي شامبرز (بالإنجليزية: Jackie Chambers)‏ هو لاعب كرة قدم أمريكية ولاعب كرة القدم الكندية أمريكي، ولد في 8 سبتمبر 1984 في ميامي في الولايات المتحدة.